# 东山街道 (广州市)
东山街道是中国广东省广州市越秀区下辖的一个街道。辖区总面积2.3平方公里，下辖14个社区，常住人口7.44万人。辖区内有基督教东山堂、东山湖公园等旅游景点。

## 行政区划
东山街道下辖以下地区：
德安社区、新河浦社区、小东园社区、寺贝社区、寺右社区、五羊北社区、五羊东社区、五羊南社区、幸福社区、明月社区、达道北社区、达道南社区、乐景社区和培正社区

## 交通

### 地铁
- █广州地铁5号线：五羊邨站
- █广州地铁10号线：五羊邨站

## 更名
在2005年的广州市规划调整，东山区作为行政区域名称成为历史，这令许多广州人感到惋惜。
2009年3月，民进越秀区总支部委员会委员提出《关于东湖街更名为东山街的建议》，提议将“东湖街”改成“东山街”，称有利于传承东山历史文化、彰显东山人文风情，另一方面也符合市民追忆和再现东山文化的需求。7月在东湖街创文入户调查期间，居委会工作人员向居民派发将“东湖街”改成“东山街”的征求意见表，调查结果显示过半数居民表示同意。
2010年12月27日经广州市人民政府批准，“东湖街道”更名为“东山街道”。